# Landeronde
Landeronde est une commune française située dans le département de la Vendée, en région Pays de la Loire.

## Géographie
Le territoire municipal de Landeronde s'étend sur 1 827 hectares. L'altitude moyenne de la commune est de 55 mètres, avec des niveaux fluctuant entre 29 et 72 mètres,.
Landeronde se situe à 12 kilomètres de La Roche-sur-Yon et à 9 kilomètres de La Mothe-Achard.
| Beaulieu-sous-la-Roche       |                         | Venansault                          |
| Saint-Georges-de-Pointindoux | Landeronde              |                                     |
|                              | Sainte-Flaive-des-Loups | Les Clouzeaux Aubigny-Les Clouzeaux |

### Climat
Pour des articles plus généraux, voir Climat des Pays de la Loire et Climat de la Vendée.
En 2010, le climat de la commune est de type climat océanique franc, selon une étude du CNRS s'appuyant sur une série de données couvrant la période 1971-2000. En 2020, Météo-France publie une typologie des climats de la France métropolitaine dans laquelle la commune est exposée à un climat océanique et est dans la région climatique  Bretagne orientale et méridionale, Pays nantais, Vendée, caractérisée par une faible pluviométrie en été et une bonne insolation. 
Pour la période 1971-2000, la température annuelle moyenne est de 12,3 °C, avec une amplitude thermique annuelle de 13,6 °C. Le cumul annuel moyen de précipitations est de 826 mm, avec 12,3 jours de précipitations en janvier et 6,3 jours en juillet. Pour la période 1991-2020, la température moyenne annuelle observée sur la station météorologique de Météo-France la plus proche, « La Mothe Achard », sur la commune des Achards à 8 km à vol d'oiseau, est de 12,8 °C et le cumul annuel moyen de précipitations est de 959,1 mm,. Pour l'avenir, les paramètres climatiques de la commune estimés pour 2050 selon différents scénarios d'émission de gaz à effet de serre sont consultables sur un site dédié publié par Météo-France en novembre 2022.

## Urbanisme

### Typologie
Au 1er janvier 2024, Landeronde est catégorisée bourg rural, selon la nouvelle grille communale de densité à sept niveaux définie par l'Insee en 2022.
Elle est située hors unité urbaine. Par ailleurs la commune fait partie de l'aire d'attraction de La Roche-sur-Yon, dont elle est une commune de la couronne,. Cette aire, qui regroupe 45 communes, est catégorisée dans les aires de 50 000 à moins de 200 000 habitants,.

### Occupation des sols
L'occupation des sols de la commune, telle qu'elle ressort de la base de données européenne d’occupation biophysique des sols Corine Land Cover (CLC), est marquée par l'importance des territoires agricoles (93,3 % en 2018), en diminution par rapport à 1990 (96,1 %). La répartition détaillée en 2018 est la suivante : 
terres arables (35,3 %), zones agricoles hétérogènes (34,8 %), prairies (23,2 %), zones urbanisées (6,7 %). L'évolution de l’occupation des sols de la commune et de ses infrastructures peut être observée sur les différentes représentations cartographiques du territoire : la carte de Cassini (XVIIIe siècle), la carte d'état-major (1820-1866) et les cartes ou photos aériennes de l'IGN pour la période actuelle (1950 à aujourd'hui).

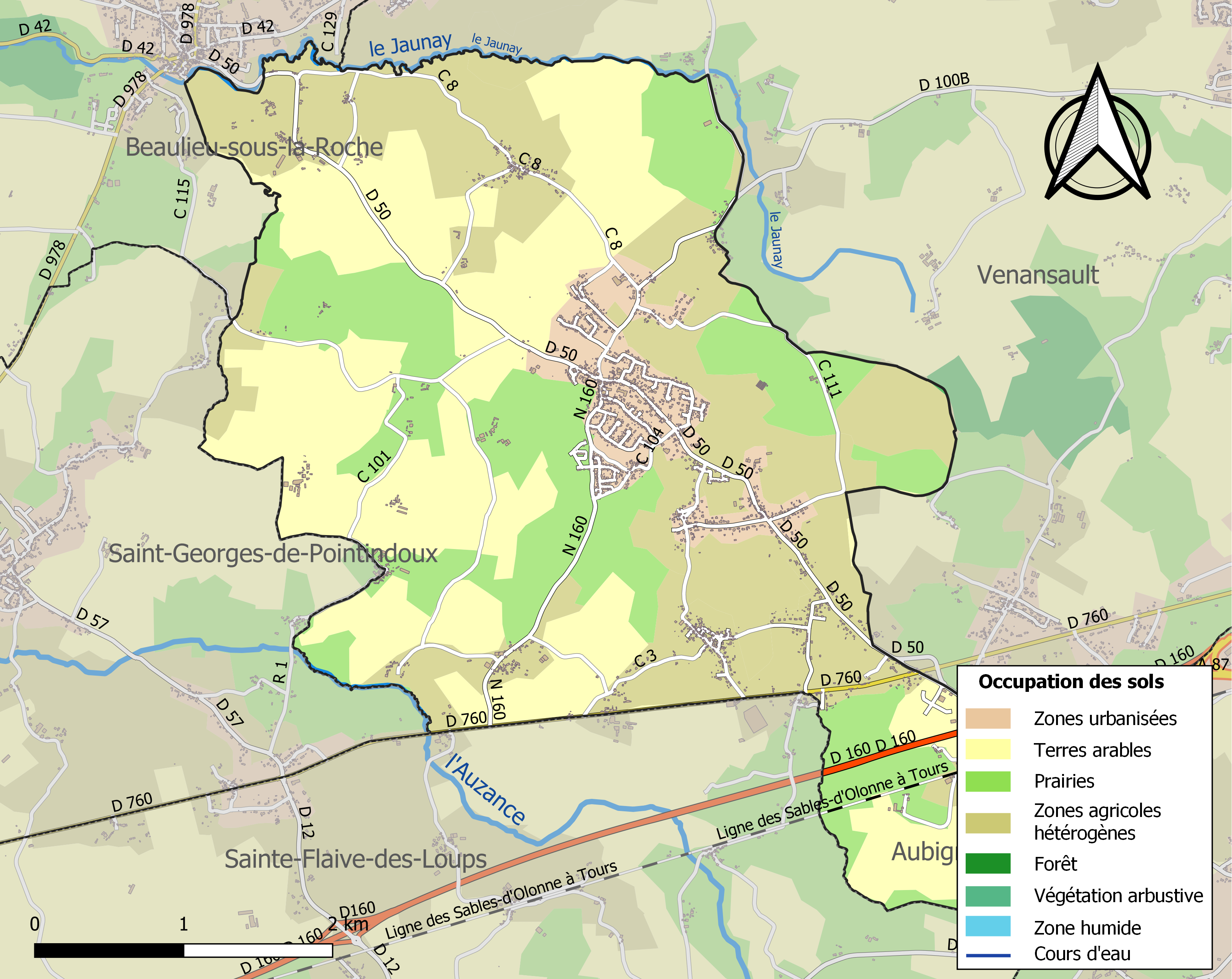
Carte des infrastructures et de l'occupation des sols de la commune en 2018 (CLC).

## Toponymie
Le nom de Landeronde vient du terme « lande » qui a désigné d'abord un espace boisé non cultivé, puis une surface impropre à la culture, ce qui est son sens actuel. Ce terme est souvent utilisé avec divers déterminants, ici la forme de cette lande : ronde. Durant la Révolution, la commune porte le nom de Bonne-Lande. En poitevin, la commune se nomme Landerunde.

## Histoire
Comme chez sa voisine Beaulieu-sous-la-Roche, il a été retrouvé à Landeronde de nombreux objets en pierre polie, principalement des haches, montrant que le peuplememt de la région est ancien. Landeronde est aussi l'un des rares lieux du bocage vendéen où l'on a retrouvé des traces d'implantations romaines : la substruction d'une villa à la Bâtardière, un balneum avec hypocauste à la Rochette. La première trace écrite de Landeronde remonte au XIè siècle à travers son église, ecclesiam de Landa Rotunda. Cette paroisse était sous le contrôle de l'abbaye de Talmont. En 1568, lors des guerres de Religion, l'église est incendiée par les protestants. Sur le plan féodal, la plus grande partie de la paroisse relève de la seigneurie, puis principauté, de la Roche-sur-Yon, soit directement, soit par l'intermédiaire de la seigneurie du Gué de Sainte-Flaive. Les petits seigneurs locaux sont ceux des Forges, de la Noue, de la Gourderie, de la Bâtardière. Lors de la Révolution, le curé de Landeronde, Voysin, refuse de prêter serment à la Constitution civile du clergé ; son maire, Mercier de la Noue, refuse de constituer une garde nationale et une liste des hommes aptes au service armé. Le 1er mars 1793, Landeronde se trouve au centre d'une zone qui se soulève, refusant le recrutement de jeunes hommes pour l'armée. La répression est immédiate et violente. Quelques jours plus tard, les hommes de Landeronde, sous la conduite de Pairaud, se joignent à l'insurrection générale qui débute la guerre de Vendée. Aux XIXe - XXe siècles, Landeronde est une commune rurale à la démographie peu dynamique (un peu plus de 1000 habitants en 1872, 822 habitants en 1975). C'est à partir de la fin des années 1970 que la population commence à augmenter du fait de la construction de lotissements pavillonnaires dans le bourg. Landeronde profite ainsi de la proximité de La Roche-sur-Yon et du dynamisme de cette partie de la Vendée. En 1994, lors de la création de la communauté de communes du Pays-Yonnais (aujourd'hui La Roche-sur-Yon-Agglomération), Landeronde décide d'ailleurs d'intégrer cette intercommunalité plutôt que celle du canton de la Mothe-Achard dont elle faisait partie. La commune dépasse les 2000 habitants en 2006.

## Emblèmes

### Héraldique
| Blason | Blasonnement : Parti de gueules et d'argent aux deux renards rampants de l'un et de l'autre affrontés sur la ligne de partition, enté en pointe de sinople à la branche de cinq rameaux d'ajoncs d'or. |

### Devise
La devise de Landeronde : Landa Rotunda.

## Population et société

### Démographie

#### Évolution démographique
L'évolution du nombre d'habitants est connue à travers les recensements de la population effectués dans la commune depuis 1793. Pour les communes de moins de 10 000 habitants, une enquête de recensement portant sur toute la population est réalisée tous les cinq ans, les populations de référence des années intermédiaires étant quant à elles estimées par interpolation ou extrapolation. Pour la commune, le premier recensement exhaustif entrant dans le cadre du nouveau dispositif a été réalisé en 2006.

En 2022, la commune comptait 2 285 habitants, en évolution de +0,57 % par rapport à 2016 (Vendée : +5,33 %, France hors Mayotte : +2,11 %).
| 1793 | 1800 | 1806 | 1821 | 1831 | 1836 | 1841 | 1846 | 1851 |
| ---- | ---- | ---- | ---- | ---- | ---- | ---- | ---- | ---- |
| 650  | 978  | 786  | 874  | 843  | 850  | 862  | 923  | 927  |

| 1856 | 1861 | 1866 | 1872  | 1876  | 1881  | 1886  | 1891  | 1896  |
| ---- | ---- | ---- | ----- | ----- | ----- | ----- | ----- | ----- |
| 975  | 944  | 964  | 1 026 | 1 042 | 1 019 | 1 020 | 1 095 | 1 123 |

| 1901  | 1906  | 1911  | 1921 | 1926 | 1931 | 1936 | 1946 | 1954 |
| ----- | ----- | ----- | ---- | ---- | ---- | ---- | ---- | ---- |
| 1 109 | 1 119 | 1 066 | 937  | 970  | 953  | 948  | 890  | 860  |

| 1962 | 1968 | 1975 | 1982  | 1990  | 1999  | 2006  | 2011  | 2016  |
| ---- | ---- | ---- | ----- | ----- | ----- | ----- | ----- | ----- |
| 859  | 854  | 822  | 1 444 | 1 613 | 1 817 | 2 061 | 2 207 | 2 272 |

| 2021  | 2022  | - | - | - | - | - | - | - |
| ----- | ----- | - | - | - | - | - | - | - |
| 2 310 | 2 285 | - | - | - | - | - | - | - |

#### Pyramide des âges
En 2018, le taux de personnes d'un âge inférieur à 30 ans s'élève à 35,3 %, soit au-dessus de la moyenne départementale (31,6 %). À l'inverse, le taux de personnes d'âge supérieur à 60 ans est de 21,5 % la même année, alors qu'il est de 31 % au niveau départemental.
En 2018, la commune comptait 1 175 hommes pour 1 160 femmes, soit un taux de 50,32 % d'hommes, légèrement supérieur au taux départemental (48,84 %).
Les pyramides des âges de la commune et du département s'établissent comme suit.
| Hommes | Classe d’âge | Femmes |
| ------ | ------------ | ------ |
| 0,1    | 90 ou +      | 0,5    |
| 4,3    | 75-89 ans    | 4,7    |
| 16,8   | 60-74 ans    | 16,5   |
| 22,3   | 45-59 ans    | 22,5   |
| 20,5   | 30-44 ans    | 21,2   |
| 14,2   | 15-29 ans    | 14,3   |
| 21,7   | 0-14 ans     | 20,3   |

| Hommes | Classe d’âge | Femmes |
| ------ | ------------ | ------ |
| 0,8    | 90 ou +      | 2,2    |
| 8,7    | 75-89 ans    | 11,1   |
| 20,3   | 60-74 ans    | 21,3   |
| 20     | 45-59 ans    | 19,4   |
| 17,5   | 30-44 ans    | 16,8   |
| 15     | 15-29 ans    | 13,2   |
| 17,7   | 0-14 ans     | 16,1   |

## Lieux et monuments
- Église Notre-Dame-de-l'Assomption, d'origine romane, remaniée à de nombreuses reprises, notamment entre le XIIIe et le XVIe siècle, tout en lui conservant une grande simplicité[16]. Ses trois retables du XVIIIe siècle sont classés monuments historiques[30].
- École publique de Landeronde : groupe scolaire « Il était une fois ». Un restaurant scolaire municipal et une garderie municipale se situent au sein même de l'école[31].
- École privée Jeanne-d'Arc : catéchèse, garderie interne et cantine[31].
- Salle omnisports : football (U.S.L.S.G. Union sportive Landeronde Saint-Georges), basket-ball (Renards Basket Club Landeronde), tennis, tennis de table, badminton.
- Salle communale André-Astoul.
- Logis de la Noue.
- Château des Forges.

## Personnalités liées à la commune
- André Astoul,  peintre de portraits, de paysages et de scène de genre, né le 8 novembre 1886 à La Roche-sur-Yon et décédé le 3 février 1950 à Landeronde. La salle communale de Landeronde porte son nom, ainsi qu'une rue du centre de la commune, face à l'église. Il existe également une rue André-Astoul à La Roche-sur-Yon.
- Pierre Nicollon des Abbayes, Général royaliste de la guerre de Vendée, né le 17 mars 1763 à Landeronde et décédé le 5 février 1832 à Landeronde. La rue de la mairie porte son nom.